# Amavi Agbobli-Atayi
Amavi Agbobli-Atayi (ur. 25 grudnia 1974 lub 1975) – togijski piłkarz występujący na pozycji obrońcy.

## Kariera piłkarska
Amavi Agbobli-Atayi w sezonie 2001/2002 był piłkarzem togijskiej drużyny OC Agaza.
W reprezentacji Togo rozegrał 10 meczów. Zadebiutował w niej w 2000 roku, zaś ostatni mecz rozegrał rok później. Był także powołany na Puchar Narodów Afryki 1998 w Burkina Faso i Puchar Narodów Afryki 2002 w Mali. W obu turniejach reprezentacja Togo odpadła w fazie grupowej, on zaś nie pojawił się na boisku w żadnym z meczów.